# UTC+8
UTC+8 se koristi za vremenske zone koje od griničkog srednjeg vremena dijeli 8 sati. 
UTC+8 je jedan od kandidata za ASEAN-ovo zajedničko vrijeme.

## Kao standardno vrijeme (cijela godina)
- Brunej
- NR Kina  - Kinesko standardno vrijeme (također Pekinško vrijeme ), 
  -  Hong Kong -  Hongkonško vrijeme
  -  Makao -   Standardno vrijeme Makaoa
- Republika Kina - Chungyuansko standardno vrijeme
- Indonezija  (centralna područja) 
  - Istočni i Južni Kalimantan
  - Manji Sunda Otoci
  - Sulawesi
- Malezija
- Mongolija (najveći dio zemlje)
- Filipini
- Singapur

## Južna hemisfera - Kao standardno vrijeme (zima)
- Australija (AWST—Australsko zapadno standardno vrijeme)
  - Zapadna Australija

## Sjeverna hemisfera - Kao standardno vrijeme (zima)
- Rusija
  - Burjatija
  - Irkutsk

## Sjeverna hemisfera - Kao ljetno vrijeme
- Rusija
  - Krasnojarsko vrijeme